# Teddy Bertin
Teddy Bertin (Flixecourt, 6 agosto 1969) è un ex calciatore francese, di ruolo difensore.

## Carriera
Vanta 322 presenze e 37 reti in Ligue 1 e 4 incontri di Coppa UEFA.

## Palmarès

### Club

#### Competizioni nazionali
- Coppa di Francia: 1

Strasburgo: 2000-2001